# Пам'ятки археології Шевченківського району
У Шевченківському районі Харківської області на обліку перебуває 52 пам'ятки археології.
| № з/п | Охоронний № | Місцезнаходження об'єкту | Назва об'єкту                                 | Дослідник, рік обстеження                                                                                    | Розміри        | Кат     | Рішення Харківського ОВК, накази УКіТ | Охоронна зона: розміри, Рішення Харківського ОВК, накази УКіТ                                                               |
| ----- | ----------- | --- | --------------------------------------------- | --- | -------------- | ------- | ------------------------------------- | --- |
| 1.    | 1774        | с. Аркадівка, Аркадівської с/р | Кургани. 33.III тис. до фн. е. — I тис. н. е. | Шрамко Б. А. та інші. 1977 р. Бородулін В. Г., археол. 1977 р., Ревенко В. І., зав. відділу ХНМЦОКС, 2004 р. | Вис. 0,3-3,5 м | Місцева | № 13 від 12.01.81р.                   | 50 м. № 33 від 23.01.84р. (встановлена на 5 курганів),10 м. Наказ УКіТ № 19 від 17.02.2005 р. (встановлена на 28 курганів)  |
| 2.    | 2269        | с. Баранове, Березівської с/р | Кургани. 6.III тис. до н. е. — I тис. н. е.   | -<<- | Вис. 0,3-4,0 м | -<<-    | № 183 від 20.04.87р.                  | 50 м.№ 184 від 20.04.87р.                                                                                                   |
| 3.    | 1775        | с. Безм'ятежне Безм'ятежненської с/р                                                                                                | Кургани. 34.III тис. до н. е. — I тис. н. е.  | -<<- | Вис. 0,5-4,0 м | -<<-    | № 13 від 12.01.81р.                   | 50 м. № 33 від 23.01.84р. (встановлена на 8 курганів),10 м. Наказ УКіТ № 19 від 17.02.2005 р. (встановлена на 9 курганів)   |
| 4.    | 1776        | с. Богодарівка, Семенівської с/р | Кургани. 2.III тис. до н. е. — I тис. н. е.   | -<<- | Вис. 1,3-4,0 м | -<<-    | -<<-                                  | 50 м. № 33 від 23.01.84р.                                                                                                   |
| 5.    | 1777        | сел. Борівське Борівської с/р | Кургани. 16.III тис. до н. е. — I тис. н. е.  | -<<- | Вис. 0,3-2,0 м | -<<-    | -<<-                                  | 50 м. № 33 від 23.01.84р. (встановлена на 3 кургани)                                                                        |
| 6.    | 1778        | с. Василенкове Василенківської с/р                                                                                                  | Кургани. 43.III тис. до н. е. — I тис. н. е.  | -<<- | Вис. 0,4-3,5 м | -<<-    | -<<-                                  | 50 м. № 33 від 23.01.84р. (встановлена на 31 курган), 10 м. Наказ УКіТ № 19 від 17.02.2005 р. (встановлена на 12 курганів)  |
| 7.    | 1864        | с. Великі Хутори Великохутірської с/р                                                                                               | Кургани. 13.III тис. до н. е. — I тис. н. е.  | -<<- | Вис. 0,6-3,0 м | -<<-    | № 328 від 23.05.83р.                  | 50 м. № 33 від 23.01.84р. (встановлена на 3 кургани), 10 м. Наказ УКіТ № 19 від 17.02.2005 р. (встановлена на 10 курганів)  |
| 8.    | 1779        | с. Володимирівка Нижньобурлуцької с/р                                                                                               | Кургани. 23.III тис. до н. е. — I тис. н. е.  | -<<- | Вис. 0,5-3,0 м | -<<-    | № 13 від 12.01.81р.                   | 50 м. № 33 від 23.01.84р.                                                                                                   |
| 9.    | 2075        | с. Волоська Балаклія Волосько-Балаклійської с/р                                                                                     | Кургани. 15.III тис. до н. е. — I тис. н. е.  | -<<- | Вис. 0,2-2,3 м | -<<-    | № 413 від 19.08.85р.                  | 50 м. № 33 від 23.01.84р. (встановлена на 8 курганів),10 м. Наказ УКіТ № 19 від 17.02.2005 р. (встановлена на 7 курганів)   |
| 10.   | 1780        | с. Гетьманівка Гетьманівської с/р                                                                                                   | Кургани. 23.III тис. до н. е. — I тис. н. е.  | -<<- | Вис. 1,0-5,0 м | -<<-    | № 13 від 12.01.81р.                   | 50 м. № 33 від 23.01.84р. (встановлена на 5 курганів), 10 м. Наказ УКіТ № 19 від 17.02.2005 р. (встановлена на 18 курганів) |
| 11.   | 1781        | с. Горожанівка Петрівської с/р | Кургани. 9.III тис. до н. е. — I тис. н. е.   | -<<- | Вис. 0,4-2,8 м | -<<-    | № 13 від 12.01.81р.                   | 50 м. № 33 від 23.01.84р. (встановлена на 5 курганів),10 м. Наказ УКіТ № 19 від 17.02.2005 р. (встановлена на 4 кургани)    |
| 12.   | 2270        | с. Дуванка Сподобівської с/р | Кургани. 4.III тис. до н. е. — I тис. н. е.   | -<<- | Вис. 0,3-1,7 м | -<<-    | № 183 від 20.04.87р.                  | 50 м.№ 184 від 20.04.87р.                                                                                                   |
| 13.   | 1782        | с. Журавка Великохутірської с/р | Кургани. 4.III тис. до н. е. — I тис. н. е.   | -<<- | Вис. 1,0-2,0 м | -<<-    | № 13 від 12.01.81р.                   | 50 м. № 33 від 23.01.84р.                                                                                                   |
| 14.   | 1783        | с. Іванівка Нижньобурлуцької с/р | Кургани. 14.III тис. до н. е. — I тис. н. е.  | -<<- | Вис. 1,2-3,5 м | -<<-    | -<<-                                  | 50 м. № 33 від 23.01.84р.                                                                                                   |
| 15.   | 1784        | с. Колісниківка Петропільської с/р                                                                                                  | Кургани. 3.III тис. до н. е. — I тис. н. е.   | -<<- | Вис. 0,4-2,5 м | -<<-    | -<<-                                  | 50 м. № 33 від 23.01.84р.                                                                                                   |
| 16.   | 1785        | с. Ленінка Аркадіївської с/р | Кургани. 39.III тис. до н. е. — I тис. н. е.  | -<<- | Вис. 0,6-3,0 м | -<<-    | -<<-                                  | 50 м. № 33 від 23.01.84р. (встановлена на 28 курганів),10 м. Наказ УКіТ № 19 від 17.02.2005 р. (встановлена на 11 курганів) |
| 17.   | 1786        | с. Миропілля Безм'ятежненської с/р                                                                                                  | Кургани. 11.III тис. до н. е. — I тис. н. е.  | -<<- | Вис. 0,4-2,5 м | -<<-    | -<<-                                  | 50 м. № 33 від 23.01.84р.                                                                                                   |
| 18.   | 1787        | с. Михайлівка Шевченківської сел/р                                                                                                  | Кургани. 5.III тис. до н. е. — I тис. н. е.   | -<<- | Вис. 0,7-3,5 м | -<<-    | -<<-                                  | 50 м. № 33 від 23.01.84р.                                                                                                   |
| 19.   | 2271        | с. Мостове Гетьманівської с\р | Кургани. 37.III тис. до н. е. — I тис. н. е.  | -<<- | Вис. 0,5-5,0 м | -<<-    | № 183 від 20.04.87р.                  | 50 м.№ 184 від 20.04.87р. (встановлена на 18 курганів),10 м. Наказ УКіТ № 19 від 17.02.2005 р. (встановлена на 19 курганів) |
| 20.   | 1788        | с. Нижній Бурлук Нижньобурлуцької с/р                                                                                               | Кургани. 11.III тис. до н. е. — I тис. н. е.  | -<<- | Вис. 0,8-2,0 м | -<<-    | № 13 від 12.01.81р.                   | 50 м. № 33 від 23.01.84р. (встановлена на 4 кургани).10 м. Наказ УКіТ № 19 від 17.02.2005 р. (встановлена на 7 курганів)    |
| 21.   | 1865        | с. Новомиколаївка Новомиколаївської с/р                                                                                             | Кургани. 24.III тис. до н. е. — I тис. н. е.  | -<<- | Вис. 0,2-2,0 м | -<<-    | № 328 від 23.05.83р.                  | 50 м. № 33 від 23.01.84р. (встановлена на 18 курганів),10 м. Наказ УКіТ № 19 від 17.02.2005 р. (встановлена на 9 курганів)  |
| 22.   | 1866        | с. Новий Лиман Семенівської с/р | Кургани. 8.III тис. до н. е. — I тис. н. е.   | -<<- | Вис. 0,3-3,0 м | -<<-    | -<<-                                  | 50 м. № 33 від 23.01.84р.                                                                                                   |
| 23.   | 1867        | Біля колишнього с. Олійникове Гетьманівської с/р                                                                                    | Кургани. 12.III тис. до н. е. — I тис. н. е.  | -<<- | Вис. 1,0-6,0 м | -<<-    | -<<-                                  | 50 м. № 33 від 23.01.84р.                                                                                                   |
| 24.   | 1773        | с. Олексіївка Петропільської с/р | Кургани. 5.III тис. до н. е. — I тис. н. е.   | -<<- | Вис. 1,0-2,5 м | -<<-    | № 13 від 12.01.81р.                   | 50 м. № 33 від 23.01.84р.                                                                                                   |
| 25.   | 1868        | с. Одрадне Гетьманівської с/р | Кургани. 24.III тис. до н. е. — I тис. н. е.  | -<<- | Вис. 0,4-3,5 м | -<<-    | № 328 від 23.05.83р.                  | 50 м. № 33 від 23.01.84р. (встановлена на 8 курганів),10 м. Наказ УКіТ № 19 від 17.02.2005 р. (встановлена на 16 курганів)  |
| 26.   | 1869        | с. Петрівка Петрівської с/р | Кургани. 27.III тис. до н. е. — I тис. н. е.  | -<<- | Вис. 0,3-3,0 м | -<<-    | -<<-                                  | 50 м. № 33 від 23.01.84р. (встановлена на 6 курганів),10 м. Наказ УКіТ № 19 від 17.02.2005 р. (встановлена на 21 курган)    |
| 27.   | 1870        | с. Семенівка Семенівської с/р | Кургани. 12.III тис. до н. е. — I тис. н. е.  | -<<- | Вис. 0,3-1,7 м | -<<-    | -<<-                                  | 50 м. № 33 від 23.01.84р. (встановлена на 5 курганів),10 м. Наказ УКіТ № 19 від 17.02.2005 р. (встановлена на 7 курганів)   |
| 28.   | 1871        | с. Смолівка Нижньобурлуцької с/р | Кургани. 23.III тис. до н. е. — I тис. н. е.  | -<<- | Вис. 0,6-2,5 м | -<<-    | -<<-                                  | 50 м. № 33 від 23.01.84р. (встановлена на 18 курганів),10 м. Наказ УКіТ № 19 від 17.02.2005 р. (встановлена на 5 курганів)  |
| 29.   | 2272        | с. Сподобівка Сподобівської с/р | Кургани. 11.III тис. до н. е. — I тис. н. е.  | -<<- | Вис. 0,6-5,0 м | -<<-    | № 183 від 20.04.87р.                  | 50 м.№ 184 від 20.04.87р. (встановлена на 6 курганів),10 м. Наказ УКіТ № 19 від 17.02.2005 р. (встановлена на 5 курганів)   |
| 30.   | 1872        | с. Ставище Петропільської с/р | Курган.III тис. до н. е. — I тис. н. е.       | -<<- | Вис. 0,7 м     | -<<-    | № 328 від 23.05.83р.                  | |
| 31.   | 2273        | с. Старий Чизвик Безм'ятежненської с/р                                                                                              | Кургани. 6.III тис. до н. е. — I тис. н. е.   | -<<- | Вис. 0,3-2,0 м | -<<-    | № 183 від 20.04.87р.                  | 50 м.№ 184 від 20.04.87р.                                                                                                   |
| 32.   | 1873        | с. Тетянівка Гетьманівської с/р | Кургани. 18.III тис. до н. е. — I тис. н. е.  | -<<- | Вис. 0,3-2,5 м | -<<-    | № 328 від 23.05.83р.                  | 50 м. № 33 від 23.01.84р. (встановлена на 7 курганів),10 м. Наказ УКіТ № 19 від 17.02.2005 р. (встановлена на 11 курганів)  |
| 33.   | 2274        | с. Федорівка Сподобівської с/р | Кургани. 6.III тис. до н. е. — I тис. н. е.   | -<<- | Вис. 0,4-4,0 м | -<<-    | № 183 від 20.04.87р.                  | 50 м.№ 184 від 20.04.87р.                                                                                                   |
| 34.   | 2275        | с. Шевченкове Нижньобурлуцької с/р                                                                                                  | Кургани. 29.III тис. до н. е. — I тис. н. е.  | -<<- | Вис. 0,4-2,8 м | -<<-    | -<<-                                  | 50 м.№ 184 від 20.04.87р.                                                                                                   |
| 35.   | 1874        | с. Шишківка Нижньобурлуцької с/р | Кургани. 18.III тис. до н. е. — I тис. н. е.  | -<<- | Вис. 0,5-5,0 м | -<<-    | № 328 від 23.05.83р.                  | 50 м. № 33 від 23.01.84р.                                                                                                   |
| 36.   |             | с. Березове Березівської с/ради. 1 курган, розташований на північний захід від околиці села за 1,5 км                               | Курган                                        | Ревенко В. І., зав. відділу охорони пам'яток ХІМ. 2003 р.III тис. до н. е. — I тис. н. е.                    | вис. 2,7 м     | Об'єкт  | Наказ УКіТ № 25 від 02.03.05р.        | |
| 37.   |             | с. Гроза Петропільської с/ради. 1 курган, розташований на північ від околиці села за 0,7 км                                         | – << –                                        | – << – | вис. 2,5 м     | Об'єкт  | Наказ УКіТ № 25 від 02.03.05р.        | |
| 38.   |             | с. Іванівка Петрівської с/ради. 2 кургани, розташовані на північ від східної околиці села за 1 км                                   | Кургани                                       | – << – | вис. 1,0-1,2 м | Об'єкт  | Наказ УКіТ № 25 від 02.03.05р.        | |
| 39.   |             | с. Кравцівка Безмятежненської с/ради. 6 курганів, розташовані на схід за 1 км і на південь за 1,5 км від села                       | – << –                                        | – << – | вис. 0,3-1,1 м | Об'єкт  | Наказ УКіТ № 25 від 02.03.05р.        | |
| 40.   |             | с. Микільське Аркадівської с/ради. 3 кургани, розташовані на північний схід від околиці села за 1 км                                | – << –                                        | – << – | вис. 0,5-1,0 м | Об'єкт  | Наказ УКіТ № 25 від 02.03.05р.        | |
| 41.   |             | с. Михайлівка Нижньобурлуцької с/ради. 3 кургани, розташовані на захід від села                                                     | – << –                                        | – << – | вис. 1,3-3,0 м | Об'єкт  | Наказ УКіТ № 25 від 02.03.05р.        | |
| 42.   |             | с. Новостепанівка Семенівської с/ради. 6 курганів, розташовані на південний захід від села за 0,8 — 1,5 км                          | – << –                                        | – << – | вис. 0,4-5,0 м | Об'єкт  | Наказ УКіТ № 25 від 02.03.05р.        | |
| 43.   |             | с. Первомайське Шевченківської сел/ради. 10 курганів, розташовані на південний схід від села                                        | – << –                                        | – << – | вис. 0,5-4,0 м | Об'єкт  | Наказ УКіТ № 25 від 02.03.05р.        | |
| 44.   |             | с. Петропілля Петропільської с/ради. 4 кургани, розташовані на південний захід від села за 2 км                                     | – << –                                        | – << – | вис. 0,5-2,5 м | Об'єкт  | Наказ УКіТ № 25 від 02.03.05р.        | |
| 45.   |             | с. Раївка Шевченківської сел/ради. 10 курганів, розташовані на західній околиці, на північ за 0,5 км, на південь за 1,5 км від села | – << –                                        | – << – | вис. 0,6-6,0 м | Об'єкт  | Наказ УКіТ № 25 від 02.03.05р.        | |
| 46.   |             | с. Сазонівка Шевченківської сел/ради. 3 кургани, розташовані на північ за 1 км, на захід за 1 км від села                           | – << –                                        | – << – | вис. 1,0-1,5 м | Об'єкт  | Наказ УКіТ № 25 від 02.03.05р.        | |
| 47.   |             | с. Станіславка Безмятежненської с/ради. 15 курганів, розташовані навколо села                                                       | – << –                                        | – << – | вис. 0,3-2,0 м | Об'єкт  | Наказ УКіТ № 25 від 02.03.05р.        | |
| 48.   |             | с. Ставище Петропільської с/ради. 6 курганів, розташовані на південній околиці села, та на південний захід від села                 | – << –                                        | – << – | вис. 0,3-4,0 м | Об'єкт  | Наказ УКіТ № 25 від 02.03.05р.        | |
| 49.   |             | с. Старовірівка Старовірівської с/ради. 2 кургани, розташовані на північній околиці та на південь від села за 0,8 км                | – << –                                        | – << – | вис. 0,3-2,3 м | Об'єкт  | Наказ УКіТ № 25 від 02.03.05р.        | |
| 50.   |             | с. Сумське Петропільської с/ради. 1 курган, розташований на західній околиці села                                                   | Курган                                        | – << – | вис. 1,0 м     | Об'єкт  | Наказ УКіТ № 25 від 02.03.05р.        | |
| 51.   |             | смт. Шевченкове Шевченківської сел/ради. 2 кургани розташовані на захід за 6,5 км та на південний захід за 3,5 км від смт.          | Кургани                                       | – << – | вис. 2,2-2,5 м | Об'єкт  | Наказ УКіТ № 25 від 02.03.05р.        | |
| 52.   |             | с. Березове Березівської с/ради. 1 курган, розташований на північний захід від околиці села за 1,5 км                               | Курган                                        | Ревенко В. І., зав. відділу охорони пам'яток ХІМ. 2003 р.III тис. до н. е. — I тис. н. е.                    | вис. 2,7 м     | Об'єкт  | Наказ УКіТ № 25 від 02.03.05р.        | |
|       |             | |                                               | |                |         |                                       | |

## Джерело
Лист Харківської Облдержадміністрації на запит ВМ УА від 28 березня 2012. Файли доступні на сайті конкурсу WLM.